# Латгалы
Латга́лы (ле́тгалы, ле́тты, от лат. Letgalli; латыш. latgale, latgalis, лив. lett, эст. latgalid, в русских источниках XI века Лѣтьгола) — восточно-балтское племя, населявшее восток современной Латвии. Занимало центральное положение по отношению к другим народам, расселившись в нижнем течении Западной Двины, ассимилировав местное прибалтийско-финское население (ливы, эсты). Долгое время исповедовали язычество.
Латгалы населяли восточную часть современной Латвии по правому берегу Даугавы. На западе граничили с ливами, на юге — с селами (селонами) и земгалами, на востоке — с кривичами, на севере — с эстами. В X—XII веках у латгалов выделилась раннефеодальная знать. С раннефеодального периода латгалы распространились на территории ливов.

## Хронология
Начали формироваться с VI века на территории современной юго-восточной Видземе (к югу от реки Гауя). В течение VI—VII веков заняли территорию современной Латгалии. Во 2-й пол. I тыс. появляются поселения на платформах на озёрных отмелях (Арайши, Ушуру и другие), селища и городища. В IX—XI веках в долине Даугавы возникают латгальские города, на левобережье — со смешанным латгальско-селским (Селпилс), на правобережье — частично c селским населением (Асоте, Кокнесе, Ерсика и другие).
В XII веку некоторые земли леттов попали в зависимость от русских княжеств. В 1208 году были завоеваны немецкими крестоносцами, подверглись немецкому влиянию, приняли сначала католицизм, а с середины XVI века — лютеранство.
После XIII века латгалы составили ядро формирующейся латышской народности, слившись с селами, земгалами, ливами и куршами.
|  |  |

В XVI—XVII веках, после вхождения восточной территории исторической Латгалии (примерно соответствует современной Латгалии) в состав Речи Посполитой, на основе местных латгалов сформировалась этническая группа латгальцев.